# الإخوان المسلمون في ليبيا
الإخوان المسلمين في ليبيا من الصعب تحديد الفترة الدقيقة لدخول فكر الإخوان المسلمون في ليبيا إلا أن ليبيا تعتبر إضافة للسودان وفلسطين من أوائل البلدان التي بدأ بها نشر فكر جماعة الإخوان المسلمين. 
في نهاية الأربعينيات من القرن العشرين لجأ ثلاثة أشخاص منتمين للإخوان المسلمين المصريين متهمين بمحاولة اغتيال محمود فهمي النقراشي وزير داخلية مصر آنذاك إلى ليبيا طالبين اللجوء عند الأمير إدريس ملك مملكة ليبيا ، فآواهم ورفض تسليمهم للحكومة المصرية التي كانت تلاحق الإخوان المسلمين في مصر آنذاك ما أدى لتوتر العلاقات واغلاق الحكومة المصرية الحدود بينها وبين ليبيا وقد سعى هؤلاء لاحقاً إلى نشر فكر الإخوان في ليبيا.

## حظر الجماعة
وقعت في 5 أكتوبر 1954 أول عملية اغتيال سياسي في ليبيا الحديثة حيث قام الشريف محي الدين السنوسي باطلاق الرصاص على ناظر الخاصية الملكية إبراهيم الشلحي المقرب من الملك فأرداه قتيلاً، ليترتب عن هذه الأمر إصدار الملك أمر يمنع بموجبه جماعة الإخوان المسلمين من ممارسة أي نشاط سياسي واتخاذ اجراءات لمراقبة ومحاصرة قياداتها وعناصرها الليبية ربما للشكوك بعلاقة القاتل بالجماعة في ليبيا.
بعد قيام إنقلاب سبتمبر عام 1969 شارك أعضاء من الإخوان المسلمين في الوزارات المختلفة التي شُكلت حتى العام 1973، وفي هذا العام قبض على قادة الإخوان الذين أُجبروا على الظهور تلفزيونيا والإعلان عن حل الجماعة.
في عام 1980 عاد طلاب ليبيون من الدراسة في الخارج حامليين فكر الإخوان وأعادوا بناء الجماعة وظلوا يعملون سرا حتى اكُتشفوا في يونيو 1998 حيث تم اعتقال أكثر من 152 من قياداتهم على خلفية اكتشاف تنظيم الإخوان، باعتبار أن النظام الليبي يحظر قيام تنظيمات سياسية. وفي 16 فبراير من 2002 أصدرت محكمة الشعب الخاصة التي شُكلت لمحاكمتهم حكمها بالإعدام على المراقب العام للإخوان المسلمين في ليبيا عبد القادر عز الدين ونائب المراقب سالم أبو حنك وحُكم على ثلاثة وسبعين متهما آخرين بالسجن المؤبد. 
بعد إجراء الجماعة الليبية المقاتلة لمراجعاتها التي تخلت بعدها عن عداء الدولة الليبية، فإن الإخوان المسلمين تم اعتبارهم من قبل العديد من المصادر كحلفاء للنظام الليبي من خلال علاقتهم الطيبة بسيف الإسلام معمر القذافي.[بحاجة لمصدر]
كُشفت وثائق سرية أمريكية تبين أن معمر القذافي قام بتقديم مساعدات مالية وعسكرية لجماعة الإخوان المسلمين في مصر بين عامي 1976 و1979 خلال فترة حكم أنور السادات لمصر.

## مراقبو الإخوان في ليبيا
أول مراقبي الاخوان كان عطية جبر وبعده كان ادريس ماضي وهو أول مراقب ربط الجماعة بالتنظيم العالمي للاخوان المسلمين
عبد الله أحمد عز الدين، عبد المجيد ابوروين، سليمان عبد القادرو بشير الكبتي (الذي انتخب من الجماعة في نوفمبر 2011 كأول مراقب للاخوان ينتخب في مؤتمر علني داخل ليبيا).

## وصلات خارجية
- موقع حزب العدالة والبناء